# Playboy TV Movies
O Playboy TV Movies foi um canal adulto de televisão comercializado no Brasil em operadoras de TV por assinatura. O canal fez parte do portfólio da Playboy do Brasil Entretenimento, joint venture formada pela Globosat e pela Playboy TV América Latina.
No dia 27 de agosto de 2011, o nome do canal foi oficialmente substituído para Sextreme .

## Programação
A programação incluia filmes com alta produção, sensuais e mais leves, apesar de exibirem sexo explícito.
Na programação havia 12 estreias por mês, dentre as 60 produções em exibição no período, realizadas por grandes e prestigiadas produtoras internacionais.

## Outros canais
- Sexy Hot
- For Man
- Venus (canal de televisão)
- Private
- Playboy TV